# Павкович, Вацлав
Вацлав Павкович (чеш. Václav Pavkovič; 24 апреля 1936, Бржецлав — 17 ноября 2019, Бржецлав) — чехословацкий гребец, выступавший за сборную Чехословакии по академической гребле в 1950-х — 1960-х годах. Бронзовый призёр летних Олимпийских игр в Риме, победитель и призёр первенств национального уровня. Заслуженный мастер спорта Чехословакии.

## Биография
Вацлав Павкович родился 24 апреля 1936 года в городе Бржецлав.
Начал заниматься академической греблей в местной секции в возрасте 12 лет, проходил подготовку под руководством тренера Ладислава Смолика, участника Олимпиады 1936 года в Берлине. В 1955 году в составе городской команды одержал победу на чемпионате Чехословакии в зачёте восьмёрок. Позже в течение двух лет выступал за армейский клуб в Праге, после чего вернулся в Бржецлав.
Наивысшего успеха в своей спортивной карьере добился в сезоне 1960 года, когда вошёл в состав чехословацкой национальной сборной и благодаря череде удачных выступлений удостоился права защищать честь страны на летних Олимпийских играх в Риме. В составе экипажа-восьмёрки, куда также вошли гребцы Богумил Яноушек, Ян Йиндра, Станислав Луск, Иржи Лундак, Лудек Поезный, Ян Шведа, Йозеф Вентус и рулевой Мирослав Коничек, с первого места преодолел предварительный квалификационный этап, тогда как в решающем финальном заезде финишировал третьим позади команд из Германии и Канады — тем самым завоевал бронзовую олимпийскую медаль.
По завершении спортивной карьеры в 1963 году Павкович занялся тренерской деятельностью в своём родном клубе в Бржецлаве, где также являлся председателем. Его воспитанники Зденек Куба и Олдржих Крутак тоже представляли Чехословакию на Олимпийских играх.
Умер 17 ноября 2019 года в Бржецлаве в возрасте 83 лет.